# Фараон вражає списом лева (ескіз)
Художній ескіз фараона, що вражає списом Лева — остракон, малюнок періоду двадцятої династії Єгипту (1186—1070 до н. е.). Він знаходиться в колекції музею Метрополітен.

## Історія
Це шматок вапняку, розмальований чорнилом. Ескіз був викинутий в долині Царів.

## Опис та інтерпретація
Ескіз зображує фараона, який вражає списом лева. Лев символізує ворогів Єгипту. У ієратичному тексті сказано: «підкорювач кожної чужої землі, Фараон—хай живе він, процвітає і буде здоровим.»